# سيلفيا فيدوروك
سيلفيا فيدوروك (بالإنجليزية: Sylvia Fedoruk)‏‏ (5 مايو 1927 - 26 سبتمبر 2012 في ساسكاتون) فيزيائية، ولاعبة الكرلنغ، وأستاذة جامعية من كندا.

## التعليم
تعلمت سيلفيا فيدوروك في:
- جامعة ساسكاتشوان

## الجوائز
حصلت سيلفيا فيدوروك على الجوائز الآتية:
- ضابط وسام كندا
- نيشان ساسكاتشوان للاستحقاق [الإنجليزية]‏
- قاعة مشاهير الطب الكنديين[8]